# Wijken en buurten in Sneek
De stad Sneek in de Gemeente Súdwest-Fryslân is voor onderverdeeld in wijken en buurten.

## Wijken en buurten in de stad Sneek

### Wijken
- Binnenstad
- Bomenbuurt
- De Domp
- De Loten
- Duinterpen
- Harinxmaland
- Hemdijk
- Het Eiland
- De Hemmen
- Houkesloot
- It Ges
- Lemmerweg-Oost
- Lemmerweg-West
- Leeuwarderweg
- Noorderhoek I
- Noorderhoek II
- Noordoosthoek
- Oudvaart
- Pasveer
- Poort van Sneek
- Sperkhem
- Stadsfenne
- Stationsbuurt
- Tinga
- Tuindorp
- Zwetteplan

### Buurten
- Malta
- Spitaal

## Wijken en buurten in de voormalige Gemeente Sneek
Per 1 januari 2011 ging Sneek op in de nieuwe gemeente Súdwest-Fryslân. De voormalige Gemeente Sneek was verdeeld in de volgende statistische wijken:
- Wijk 00 Sneek (CBS-wijkcode:009100)

Een statistische wijk kan bestaan uit meerdere buurten. Onderstaande tabel geeft de buurtindeling met kentallen volgens het Centraal Bureau voor de Statistiek (2008):
| CBS-buurtcode | Buurtnaam                               | Inwonertal | Opp. totaal (ha) | Opp. land (ha) | Ligging                |
| ------------- | --------------------------------------- | ---------- | ---------------- | -------------- | ---------------------- |
| BU00910001    | Sneek binnen de grachten                | 1020       | 28               | 27             | Locatie in de gemeente |
| BU00910002    | Stationsbuurt                           | 810        | 62               | 51             | Locatie in de gemeente |
| BU00910003    | Hemdijk                                 | 1150       | 196              | 192            | Locatie in de gemeente |
| BU00910004    | Noorderhoek I                           | 1560       | 35               | 34             | Locatie in de gemeente |
| BU00910005    | Noorderhoek II                          | 3190       | 218              | 208            | Locatie in de gemeente |
| BU00910006    | Noordoosthoek                           | 1860       | 27               | 26             | Locatie in de gemeente |
| BU00910007    | Zwetteplan                              | 1920       | 58               | 56             | Locatie in de gemeente |
| BU00910008    | Bomenbuurt                              | 570        | 27               | 25             | Locatie in de gemeente |
| BU00910009    | Omgeving Leeuwarderweg en bungalowpark  | 840        | 43               | 38             | Locatie in de gemeente |
| BU00910010    | Stadsfenne                              | 3100       | 81               | 73             | Locatie in de gemeente |
| BU00910011    | De Domp                                 | 1680       | 119              | 111            | Locatie in de gemeente |
| BU00910012    | Het Eiland                              | 1310       | 19               | 16             | Locatie in de gemeente |
| BU00910013    | Sperkhem en industrieterrein Houkesloot | 2810       | 380              | 338            | Locatie in de gemeente |
| BU00910014    | Lemmerweg-Oost                          | 1280       | 56               | 50             | Locatie in de gemeente |
| BU00910015    | Lemmerweg-West                          | 2370       | 51               | 48             | Locatie in de gemeente |
| BU00910016    | Tinga                                   | 2270       | 116              | 112            | Locatie in de gemeente |
| BU00910017    | Duinterpen                              | 4600       | 265              | 221            | Locatie in de gemeente |
| BU00910018    | Offingawier                             | 160        | 1006             | 776            | Locatie in de gemeente |
| BU00910019    | Loënga                                  | 70         | 275              | 271            | Locatie in de gemeente |
| BU00910020    | IJsbrechtum                             | 650        | 343              | 338            | Locatie in de gemeente |